# فريدريك فريتش
فريدريك فريتش (بالإنجليزية: Frederick Fritsch)‏ هو متزلج جماعي أمريكي، ولد في 10 أكتوبر 1954 في آكرون في الولايات المتحدة.

## وصلات خارجية
- فريدريك فريتش على موقع أوليمبيديا (الإنجليزية)